# Daniel Tremonti
Daniel Luis Tremonti (Buenos Aires, Argentina; 3 de enero de 1967). Es un exfutbolista argentino que jugaba como arquero.
Daniel es hijo del también futbolista Luis Tremonti.

## Trayectoria

### Barracas Central
Tremonti debutó en Barracas Central en 1987. En el equipo porteño jugó hasta 1989.

### Colón
Para la temporada 1989/90 dio un salto en su carrera cuando se sumó a Colón, club en el cual también jugó su padre. Disputó una temporada en el sabalero.

### Atlético Tucumán
Se mudó a San Miguel de Tucumán, para jugar en Atlético Tucumán, de cara a la temporada 1990/91. Jugó dos temporadas con la camiseta del decano.

### Laferrere
Luego de su paso por Atlético Tucumán regresó a Buenos Aires para jugar en Laferrere.

### Deportivo Quito
En 1995 tuvo su primera experiencia en el exterior, cuando viajó a Ecuador para sumarse a Deportivo Quito.

### Unió Esportiva Sant Julià
En 2007 llegó a Unió Esportiva Sant Julià de Andorra. En 2008 se coronó campeón de la Copa Constitució y en 2009 de la Primera División de Andorra. Con el equipo andorrano también jugó partidos de la Copa Intertoto y de la Copa UEFA.

## Clubes
| Club                      | País      |
| ------------------------- | --------- |
| Barracas Central          | Argentina |
| Colón                     | Argentina |
| Atlético Tucumán          | Argentina |
| Laferrere                 | Argentina |
| Deportivo Quito           | Ecuador   |
| Unió Esportiva Sant Julià | Andorra   |

## Palmarés
| Título                      | Equipo                    | País    | Año     |
| --------------------------- | ------------------------- | ------- | ------- |
| Copa Constitució            | Unió Esportiva Sant Julià | Andorra | 2008    |
| Primera División de Andorra | Unió Esportiva Sant Julià | Andorra | 2008/09 |